# Staehelina dubia
Espèce
Staehelina dubia, la Stéhéline douteuse, est une espèce de plante à fleurs de la famille des Astéracées. C'est un sous-arbrisseau méditerranéen. On la rencontre dans les garrigues et rocailles calcaires jusqu'à 1 400 mètres d'altitude.
Elle est protégée en Aquitaine, Limousin et en Poitou-Charentes.
Elle fleurit entre les mois de mai et juillet et peut atteindre 40 cm de haut.

Les feuilles, blanchâtres en dessous, sont linéaires à bords ondulés ou dentés.

Ses fleurs sont roses à violacées et regroupées en capitules allongés. Les bractées de ceux-ci sont entières.

Le fruit est un akène à aigrette blanche.
C'est la seule représentante du genre Staehelina en France.